# Rinaldo II d'Este
Rinaldo II d'Este (Ferrara, 1290 circa – Ferrara, 31 dicembre 1335) è stato un nobile, politico e condottiero italiano.

## Biografia
Era figlio di Aldobrandino II d'Este, signore di Ferrara e di Alda Rangoni.
Visse a Ferrara fino al 1317, a quel tempo governata dal vicario del re di Napoli Roberto d'Angiò. Il 17 luglio 1317 la popolazione si sollevò contro i governanti ritenuti invasori, costringendone le milizie ad abbandonare la città. Gli Estensi vennero acclamati nuovi signori e Rinaldo ottenne il potere sulla città. Ciò provocò le ire di papa Giovanni XXII, essendosi ribellata una città concessa in vicariato dallo Stato Pontificio. Rinaldo cercò, invano, di farsi riconoscere dal papa, e non riuscendo nell'intento provvide a cacciare i vescovi dalle loro sedi di Ferrara, Comacchio e Adria, saccheggiando gli arredi dalle chiese. Il papa lo scomunicò, ma nel frattempo Rinaldo d'Este ottenne, nel 1324, da Ludovico il Bavaro l'investitura del suoi territori e il papa rispose con una crociata contro gli Estensi.
Combatté nel 1325 a fianco dei ghibellini nella battaglia di Zappolino, con l'intento di impadronirsi di Bologna. Nel 1327 assistette a Milano all'incoronazione di Ludovico il Bavaro a Re d'Italia, che fece eleggere l'antipapa Niccolò V, scomunicato da Giovanni XXII nell'aprile 1329. Anche gli Este si dichiararono contro l'antipapa e questo provocò il riavvicinamento al papa Giovanni XXII che, con bolla da Avignone, cancellò le scomuniche inflitte alla casata consegnando Ferrara in vicariato ai tre fratelli Rinaldo, Nicolò e Obizzo III d'Este. Stipulò accordi di amicizia sia con i Gonzaga, nuovi signori di Mantova, saliti al potere nel 1328 dopo la cacciata dei Bonacolsi che con i Della Scala, signori di Verona.
Nel 1322 pose l'assedio a Modena ma venne sconfitto. Questo risultato spinse il cardinale Bertrando del Poggetto, legato pontificio, a porre l'assedio a Ferrara nel febbraio 1333. In questa occasione i bolognesi si spinsero sin sotto le mura cittadine ma Rinaldo effettuò una sortita e sbaragliò gli attaccanti ottenendo una vittoria schiacciante. Tra gli assedianti si contarono più di duemila morti. Rinaldo II riuscì inoltre a fare numerosi prigionieri: Lippo II Alidosi da Imola, Francesco I Manfredi da Faenza, due nipoti di Ramberto I Malatesta da Forlì (lo stesso signore evitò la cattura solo con la fuga ed attraversando il Po a nuoto) ed il conte di Armagnac. Molti dei prigionieri furono poi utilizzati per uno scambio utile alla liberazione di Niccolò d'Este, caduto prigioniero delle forze di Bologna.
La sua ultima impresa militare fu la conquista di Modena nel giugno 1335, ma non riuscì ad ottenere l'investitura a causa di una infermità che lo portò alla morte il 31 dicembre dello stesso anno.

## Discendenza
Rinaldo sposò in prime nozze Lucrezia di Nicola conte di Barbiano. In seconde nozze sposò Orsolina Macaruffi di Padova (?-1362) ed ebbero un'unica figlia, Beatrice, morta nel 1339 casata con Giacomo di Savoia-Acaia, (Giacomo I) Príncipe di Piemonte (1315-1367).
Rinaldo ebbe tre figli naturali:
- Azzo (1332-1371), militare
- Giacoma
- Aldobrandino (1325-1381), vescovo di Modena

## Ascendenza
|                          |   |          | Genitori |  |  | Nonni |  |  | Bisnonni         |  |  | Trisnonni       |  |
|                          |   |          |          |  |  |       |  |  | Rinaldo I d'Este |  |  | Azzo VII d'Este |  |
|                          |   |          |          |  |  |       |  |  | Rinaldo I d'Este |  |  | Azzo VII d'Este |  |
|                          |   | Giovanna |          |  |  |       |  |  | Rinaldo I d'Este |  |  |                 |  |
| Obizzo II d'Este         |   |          |          |  |  |       |  |  | Rinaldo I d'Este |  |  |                 |  |
|                          |   | …        | …        |  |  |       |  |  |                  |  |  |                 |  |
|                          |   | …        | …        |  |  |       |  |  |                  |  |  |                 |  |
|                          |   | …        | …        |  |  |       |  |  |                  |  |  |                 |  |
| Aldobrandino II d'Este   |   | …        |          |  |  |       |  |  |                  |  |  |                 |  |
|                          |   | …        | …        |  |  |       |  |  |                  |  |  |                 |  |
|                          |   | …        | …        |  |  |       |  |  |                  |  |  |                 |  |
|                          |   | …        | …        |  |  |       |  |  |                  |  |  |                 |  |
| Jacopina Fieschi         |   | …        |          |  |  |       |  |  |                  |  |  |                 |  |
|                          |   | …        | …        |  |  |       |  |  |                  |  |  |                 |  |
|                          |   | …        | …        |  |  |       |  |  |                  |  |  |                 |  |
|                          |   | …        | …        |  |  |       |  |  |                  |  |  |                 |  |
| Rinaldo II d'Este        |   | …        |          |  |  |       |  |  |                  |  |  |                 |  |
|                          | … | …        |          |  |  |       |  |  |                  |  |  |                 |  |
|                          | … | …        |          |  |  |       |  |  |                  |  |  |                 |  |
|                          | … | …        |          |  |  |       |  |  |                  |  |  |                 |  |
| Tobia Rangoni            | … |          |          |  |  |       |  |  |                  |  |  |                 |  |
|                          |   | …        | …        |  |  |       |  |  |                  |  |  |                 |  |
|                          |   | …        | …        |  |  |       |  |  |                  |  |  |                 |  |
|                          |   | …        | …        |  |  |       |  |  |                  |  |  |                 |  |
| Alda Rangoni             |   | …        |          |  |  |       |  |  |                  |  |  |                 |  |
|                          |   | …        | …        |  |  |       |  |  |                  |  |  |                 |  |
|                          |   | …        | …        |  |  |       |  |  |                  |  |  |                 |  |
|                          |   | …        | …        |  |  |       |  |  |                  |  |  |                 |  |
| Caracosa di Ugolino Lupi |   | …        |          |  |  |       |  |  |                  |  |  |                 |  |
|                          |   | …        | …        |  |  |       |  |  |                  |  |  |                 |  |
|                          |   | …        | …        |  |  |       |  |  |                  |  |  |                 |  |
|                          |   | …        | …        |  |  |       |  |  |                  |  |  |                 |  |
|                          |   | …        |          |  |  |       |  |  |                  |  |  |                 |  |